# Цзян Ибин
Цзян Иби́н (р. 12 февраля 1970 г.) — китайская фигуристка, выступавшая в одиночном катании. Она представляла Китай на Олимпийских играх 1988 года, где заняла 25-е место, также выступала на чемпионате мира 1985 года и стала 23-й. После завершения любительской карьеры, Цзян Ибин работала международным судьей и рефери Международного союза конькобежцев (ИСУ), а также техническим специалистом ИСУ от Китая.
На протяжении многих лет спортсменка занималась тренерской карьерой на родине, в марте 2007 года она переехала в Канаду, где продолжила тренировать под псевдонимом Дженнифер Цзян (Jennifer Jiang). Среди её учеников — Мира Люн (с 2008 года).